# Wybory parlamentarne w Mongolii w 1954 roku
Wybory parlamentarne odbyły się w Mongolii 13 czerwca 1954 roku. W tym czasie kraj był jednopartyjnym państwem rządzonym przez Mongolską Partię Ludową. MPL zdobyło 192 z 295 miejsc, a pozostałe 103 miejsca zajmowali bezpartyjni kandydaci, którzy zostali wybrani przez MPL ze względu na ich status społeczny. Frekwencja wynosiła 100%, a tylko 97 wyborców nie oddało głosu.

## Wyniki
| Partia      | Przywódca            | Miejsca | +/- |
| ----------- | -------------------- | ------- | --- |
| MPL         | Jumdżaagijn Cedenbal | 192     | +16 |
| bezpartyjni | brak                 | 103     | -15 |